# Tanky druhé světové války

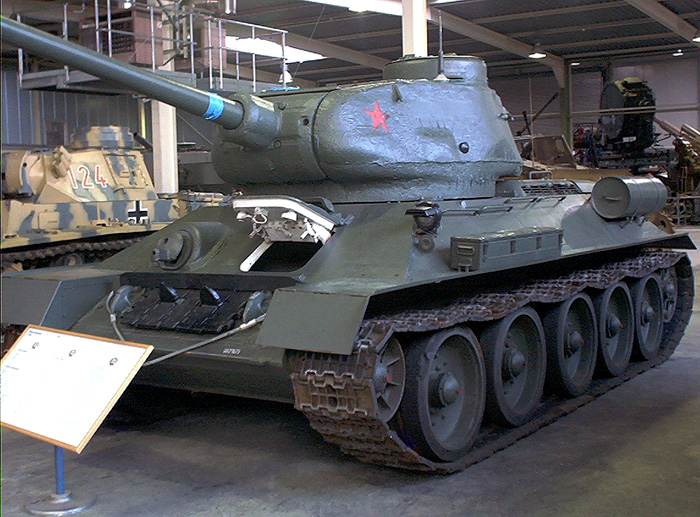
Sovětský střední tank T-34/85

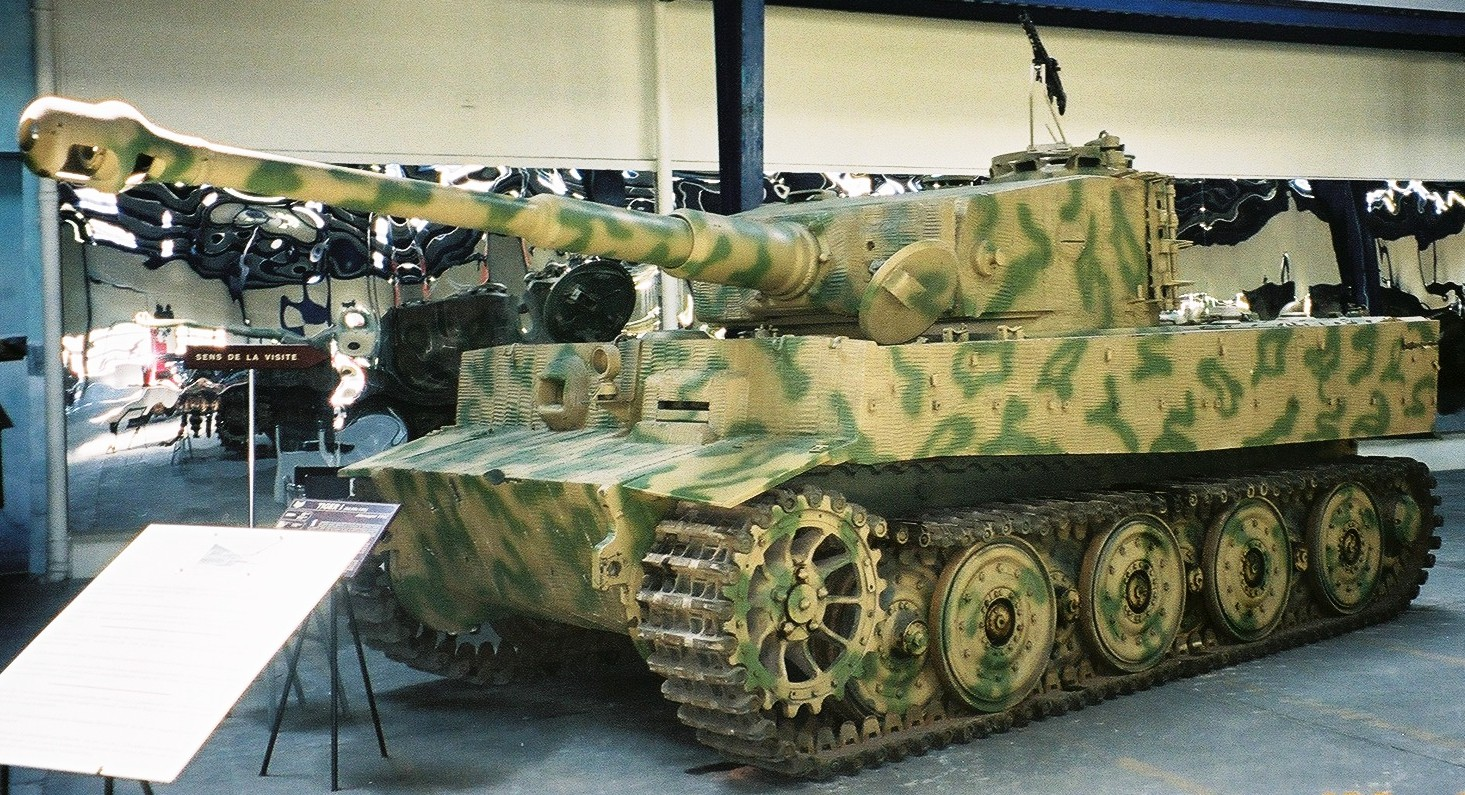
Německý těžký tank Tiger

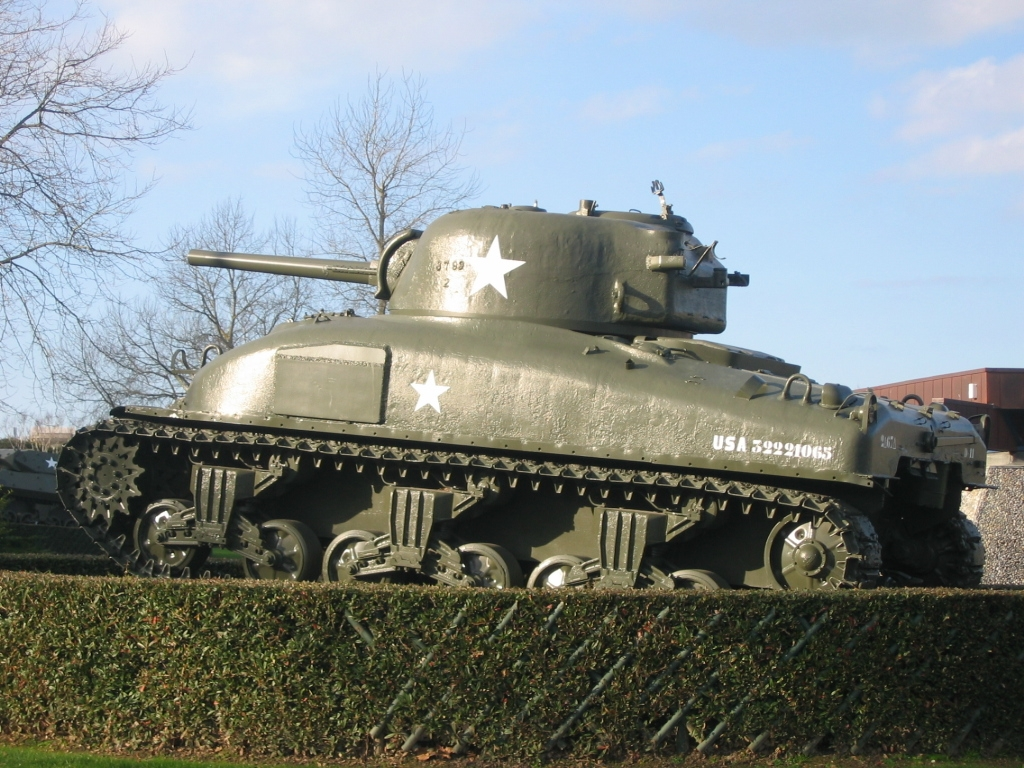
Americký střední tank M4 Sherman

Po prvním užití tanků v první světové válce bylo zřejmé, že byl zkonstruován nový prostředek, který bude hrát v příštích ozbrojených konfliktech velkou úlohu. Světové velmoci i některé průmyslově rozvinuté země proto začaly s výrobou vlastních tanků, přičemž koncepce výroby a užití byla odlišná – každý stát hledal svoji vlastní cestu. Do počátku druhé světové války došlo k technickému zdokonalení těchto strojů, které měly s tanky z první světové války již málo společného.

## Typy tanků
První moderní tank – francouzský Renault FT-17 – vznikl již roku 1917 a tato koncepce se stala základem pro výrobu těchto dalších obrněných prostředků. Francie byla v počátku meziválečného období i na čele výroby co do počtu kusů. Její obranná doktrína rozdělovala tanky do dvou skupin – pěchotní tanky a jezdecké tanky. Pěchotní tanky, které byly silně pancéřované, pomalé a jejichž výzbroj byla určena k ničení nepřátelské pěchoty, kulometných hnízd a děl, byly zařazovány do pěších divizí pro účely podpory pěchoty. Jezdecké tanky, jež byly rychlé, lehké, avšak méně pancéřované, byly určeny pro boj s nepřátelskými tanky, rychlý průnik na území nepřítele a vedení protiútoku. Mírně odlišná byla meziválečná britská doktrína, která dělila stroje dle způsobu nasazení na tzv. lehké tanky (Light tanks), křižníky (Cruiser) a pěchotní tanky (Infantry tanks). Tuto doktrínu převzaly na čas i USA. Jiná byla situace v Německu, které nemělo mít v důsledku Versailleské smlouvy žádný tank. Po nástupu Adolfa Hitlera k moci začala výroba lehkých tanků PzKpfw I a PzKpfw II, měly sloužit jako cvičné a přechodné tanky do doby, než budou vyvinuty tanky pro skutečné bojové použití PzKpfw III a PzKpfw IV. PzKpfw III byl plánován jako hlavní bitevní tank a PzKpfw IV jako těžký podpůrný tank. V SSSR byly v 30. letech tanky rozděleny do tří skupin. První skupinou byl pěchotní tank, druhou skupinou průlomový tank určený k vyčistění oblasti boje a třetí skupinou rychlý tank pro operační manévry bleskové války. Ve čtyřicátých letech 20. století se specifikace tanků ustálila na třech hlavních typech: lehkém tanku, středním tanku a těžkém tanku. Vzhledem k tomu, že neexistovala žádná nadnárodní kategorizace, specifikace tanků byla poplatná představám jednotlivých zemí o použití té které zbraně. U všech armád byl však patrný vývoj, posun chápání dané kategorie a snaha po zjednodušení terminologie. A tak se např. stalo, že americký těžký tank M26 Pershing či sovětský těžký tank IS-1, byly hmotnostně lehčí, než německý střední tank Panther, přičemž ve srovnávání dalších typů by se dalo pokračovat.

### Lehké tanky
Lehké tanky znamenaly pro armády možnost masové produkce malých, rychlých a lehkých vozidel s možností levné výroby. Tyto tanky byly v počátku 2. světové války dost rozšířené a tvořily tak velkou část útočících jednotek, tak byly používány k průzkumu bojiště. Specifickými druhy lehkých tanků byly tančíky, které většinou postrádaly otočnou věž, či plovoucí tanky. Úloha lehkých tanků v průběhu války postupně klesala a obrněnce byly většinou používány jen k plnění podružných úkolů.

### Střední tanky
Střední tanky byly v předválečných doktrínách označovány většinou jako podpůrné prostředky pěchoty, které měly ničit cíle, znemožňující její pohyb (pěchotu nepřítele, kanóny, minomety, kulometná hnízda). Postupně však přejímaly úkoly lehkých tanků a staly se z nich univerzální tanky pro boj s tanky, dělostřelectvem i s pěchotou protivníka.

### Těžké tanky
Těžké tanky měly v předválečných doktrínách sloužit zejména k průlomu fronty, kde měly ničit obranu protivníka. Předválečná tanková monstra, která měla i několik věží s kanóny a kulomety, však byla vystřídána stroji stejné konstrukce jako střední tanky, ovšem se silnější výzbrojí, pancéřováním i motorem. V průběhu války se ukázalo, že se těžké tanky hodí výborně zejména k obranným bojům, protože na úspěšné rozvíjení útočných operací neměly zpravidla dostatečnou rychlost a dojezd.

## Tanky podle zemí

### Německo
- lehké: Pz I, Pz II, Pz 35(t), Pz 38(t)
- střední: Pz III, Pz IV, Panzer V Panther
- těžké: Tiger a König Tiger
- supertěžké: Panzer VIII Maus , E-100 a VK 168.01 Mauerbrecher

### SSSR
- lehké: BT (BT-2, BT-5, BT-7), T-26, T-50, T-60
- střední: T-28, T-34 (T-34/76, T-34/85)
- těžké: IS (IS-1, IS-2), KV (KV-1, KV-2, KV-85), T-35

### Velká Británie
- Pěchotní: Mk.I Matilda I, Mk.II Matilda II, Mk.III Valentine, Mk.IV Churchill
- Rychlé: Cruiser Mk I, Cruiser Mk II, Cruiser Mk III, Cruiser Mk IV, Mk.V Covenanter, Mk.VI Crusader, Cavalier, Mk.VII Centaur, Mk.VIII Cromwell, Challenger, Comet I
- Lehké: Vickers Mark E, Light Tank Mk II, Light Tank Mk III, Light Tank Mk IV, Light Tank Mk V, Light Tank Mk VI, Mk VII Tetrarch, Mk VIII Harry Hopkins
- Střední: Sherman Firefly
- Těžké: Centurion

### USA
- Lehké: M22 Locust, M24 Chaffee, M2 Light Tank, M3 Stuart, M5 Stuart
- Střední: M3 Lee, M4 Sherman, M26 Pershing
- Těžké: M4A3E2 Sherman Jumbo, T26E4 Super Pershing, M6 Heavy Tank

### Francie
- Pěchotní: Renault FT-17, FCM-36, Hotchkiss H-35/38/39, Renault B-1, Renault D-1, Renault D-2, Renault R-35/39/40
- Jezdecké: Renault AMC-34/35, Renault AMR-33/35, SOMUA S-35

### Itálie
- Lehké: CV 29, Fiat 3000, L3/33, L6/40
- Střední: M11/39, M13/40, M15/42
- Těžké: P26/40

### Japonsko
- Plovoucí: Typ 2 Ka-Mi, Typ 3 Ka-Chi
- Lehké: Typ 2 Ke-To, Typ 4 Ke-Nu, Typ 92 Jyu-Sokosha, Typ 94 Te-Ke, Typ 95 Ha-Go, Typ 97 Te-Ke
- Střední: Typ 3 Chi-Nu, Typ 4 Chi-To, Typ 89 Chi-Ro, Typ 97 Chi-Ha,
- Těžké: O-I a O-Ho

### Maďarsko
- Lehký: Toldi
- Střední: Turán

### Polsko
- Lehký: 7TP

### Kanada
- Střední: Ram

### Austrálie
- Křížníkový: Sentinel

### Československo
- Lehké: LT vz. 34, LT vz. 35, LT vz. 38
- Střední: ST vz. 39

## Československé tanky v druhé světové válce

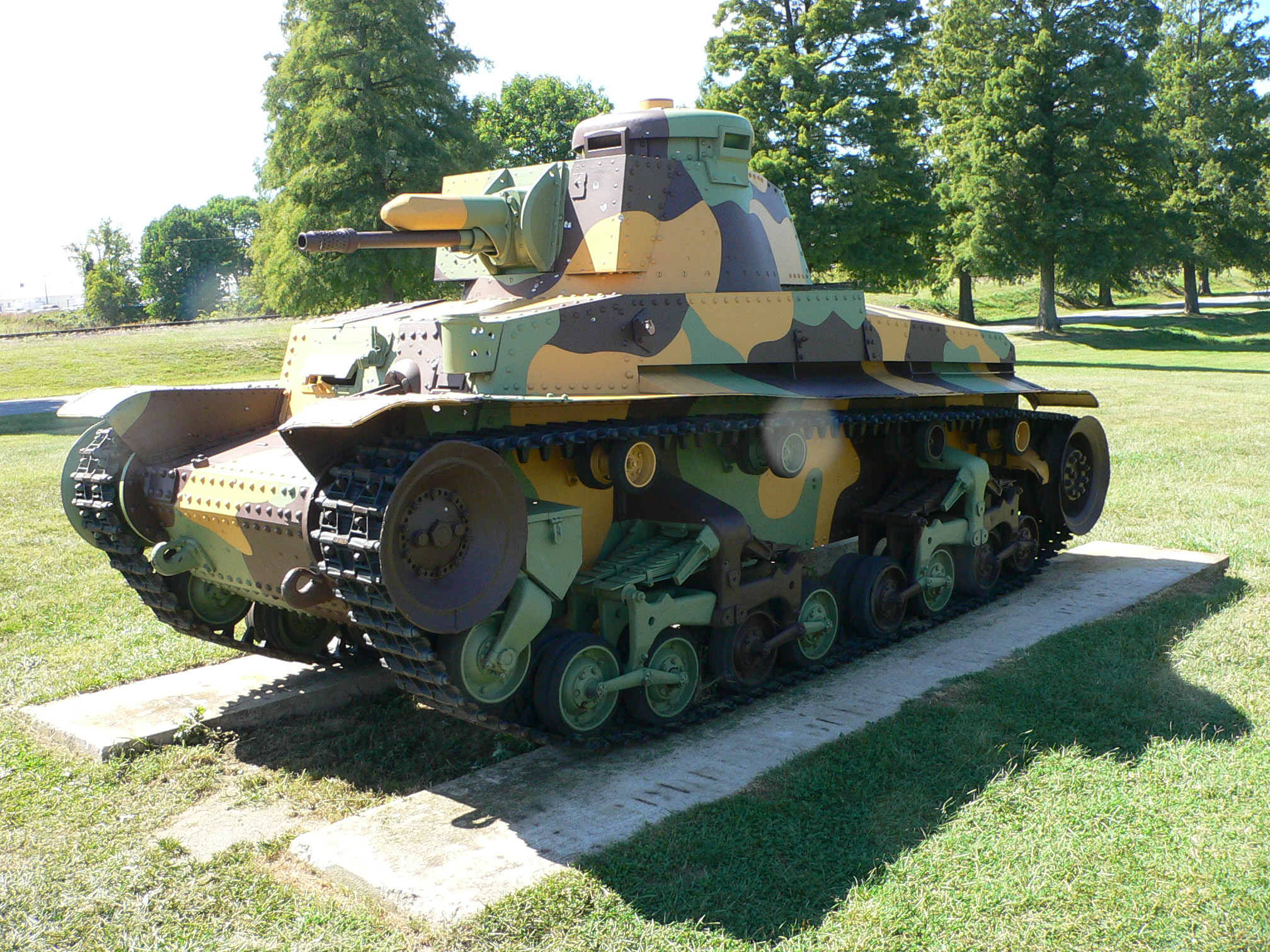
Československý tank LT-35

Československo bylo před druhou světovou válkou významným producentem zbraní obecně, což se týkalo i tanků. Československé tanky se vyvážely do mnoha zemí světa, přičemž některé typy byly určeny pouze pro export (např. LLT (LT-40), LTH aj.), tanky LT-35 a LT-38 bojovaly zejména v řadách německé a slovenské armády. Vzhledem k tomu, že čs. tanky byly exportovány před válkou i během ní do mnoha evropských zemí (Rumunsko, Maďarsko, Jugoslávie, Bulharsko), objevovaly se na různých evropských bojištích druhé světové války.

## Užití tanků

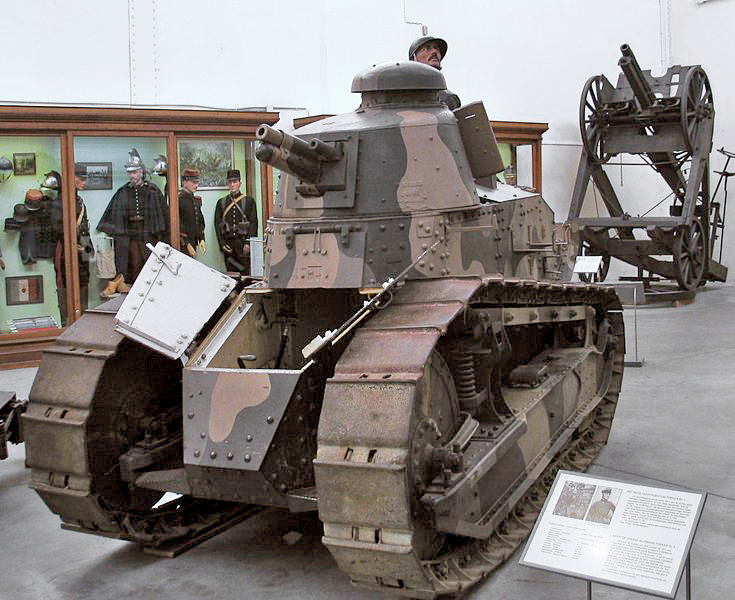
Renault FT-17 – tank z konce první světové války, který poznamenal koncepci tanků druhé světové války

V předválečném období se koncepce užití tanků v jednotlivých státech značně lišily. Většina zemí považovala tank jako podpůrný prostředek v boji, ovšem v SSSR, v Německu a ve Velké Británii vznikly koncepty „bleskové války“, které se ve válečných časech ukázaly jako rozhodující. Velká Británie se však vrátila zpět k tradičním metodám boje tanků, v SSSR se koncept „bleskové války“ zhroutil kvůli rozsáhlým čistkám, které postihly důstojnický sbor. Sovětské nezávislé tankové brigády byly rozpuštěny a tanky byly rozděleny do pěších divizí. V Německu se strategie bleskové války (blitzkrieg) rozvíjela díky Heinzi Guderianovi, který ji přivedl téměř k dokonalosti. Užití tanků v invazi do Polska a v bitvě o Francii, v nichž hrály velkou roli i československé obrněnce, teorii bleskové války potvrdily. Dalším bojištěm s širokým užitím tankům byla severoafrická poušť, kde došlo nejprve ke klasickým střetům britských a italských tanků. Po neúspěšných bojích Italů zasáhl do konfliktu Erwin Rommel, který se svým Afrika-Korpsem začal Brity porážet a donutil je ke změně představy o užití tanků v moderním boji. Tuto techniku pak převzaly USA, které před válkou neměly žádnou koncepci užití tanků.
22. června 1941 byl zahájen německý útok na SSSR – operace Barbarossa. I v jejím případě Němci použili osvědčený Blitzkrieg, při kterém však narazili na sovětské stroje T-34 a KV-1, které měly hrát důležitou roli v dalším rozvoji tanků všech bojujících armád. Zpočátku měli Sověti smůlu, že nedokázali své tanky efektivně využít a že tyto stroje byly zpočátku poruchové, chyběly jim vysílačky, vázl přísun pohonných hmot. Němci si však uvědomili, že proti nim stojí moderní tanky a začali pracovat na vývoji tanků Tiger a Panther. Pozadu nechtěli zůstat ani Britové a Američané, jejichž předválečné stroje byly z hlediska výzbroje a pancéřování většinou nevalné. Britové začali postupně vyrábět nové typy Cromwell, Comet I a Centurion, Američané zase tanky M4 Sherman či M26 Pershing. Předválečné tanky s nedostatečným pancéřováním a se slabými kanóny ráže 37 či 50 mm se tak začaly dostávat do role podružných bojových prostředků a rozběhla se výroba strojů, které měly minimálně 75mm kanón. Během války docházelo k určitému hledání optimálního stroje, které každá válčící země pojala po svém. Na jedné straně tu byly těžké tanky (přes 40 tun), které měly 85 mm či dokonce 122mm kanón – stroje výrobně i provozně náročné, vyráběné v menších množstvích. Na straně druhé střední tanky (kolem 30 tun) s kanóny ráže 75 – 85 mm, které bylo možno vyrábět masově za nižších nákladů. Ve druhé světové válce nakonec zvítězila koncepce vyššího počtu středních tanků, kdy převaha lehčích T-34 na východní frontě a M4 Shermanů na západní frontě likvidovala těžké německé stroje vyráběné v menších počtech. Armády si postupně osvojovaly německou metodu „bleskové války“, která se nejzřetelněji projevila při operaci Bagration a při Viselsko-oderské operaci, která předcházela bitvě o Berlín. Tehdy i americké noviny New York Times oznamovaly, že „ruská ofenzíva se rozvíjí s bleskovou rychlostí, před níž blednou německá tažení 1939 v Polsku a 1940 ve Francii“. Ve druhé světové válce došlo k technickému i technologickému posunutí ve výrobě tanků i v taktice boje, která poznamenala další vývoj v této oblasti.

## Galerie

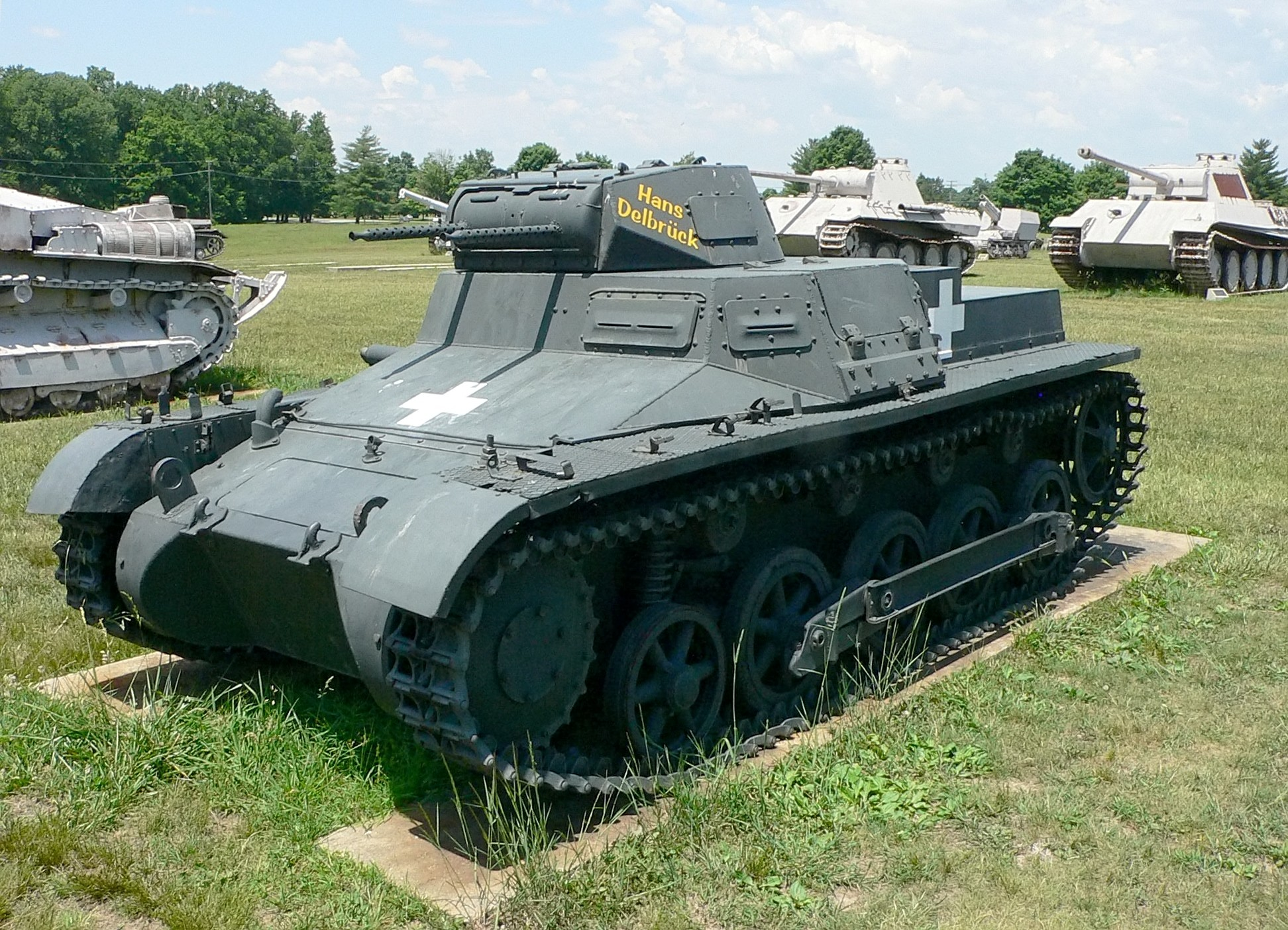
Německý tank Panzerkampfwagen I
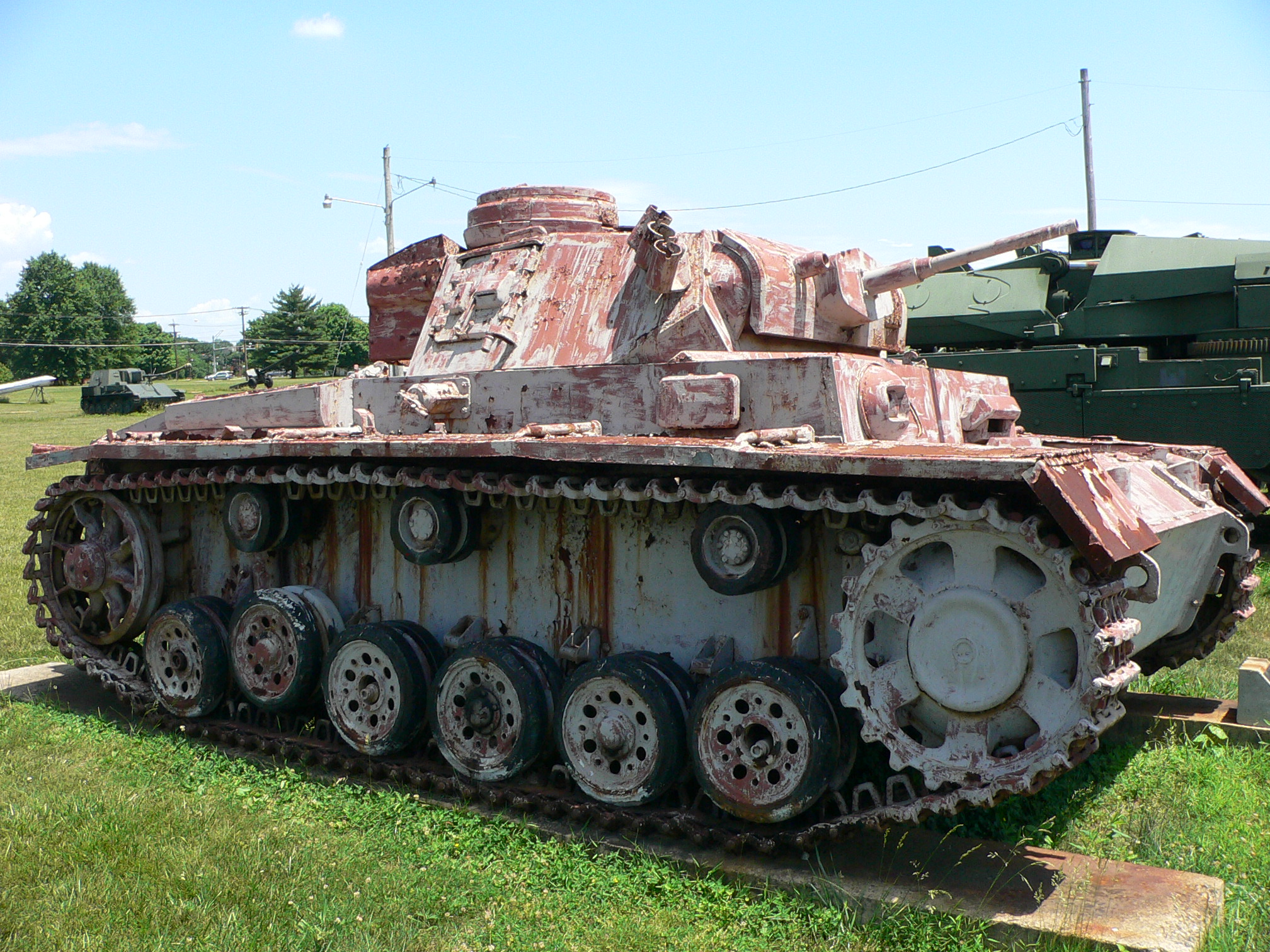
Německý tank Pz III
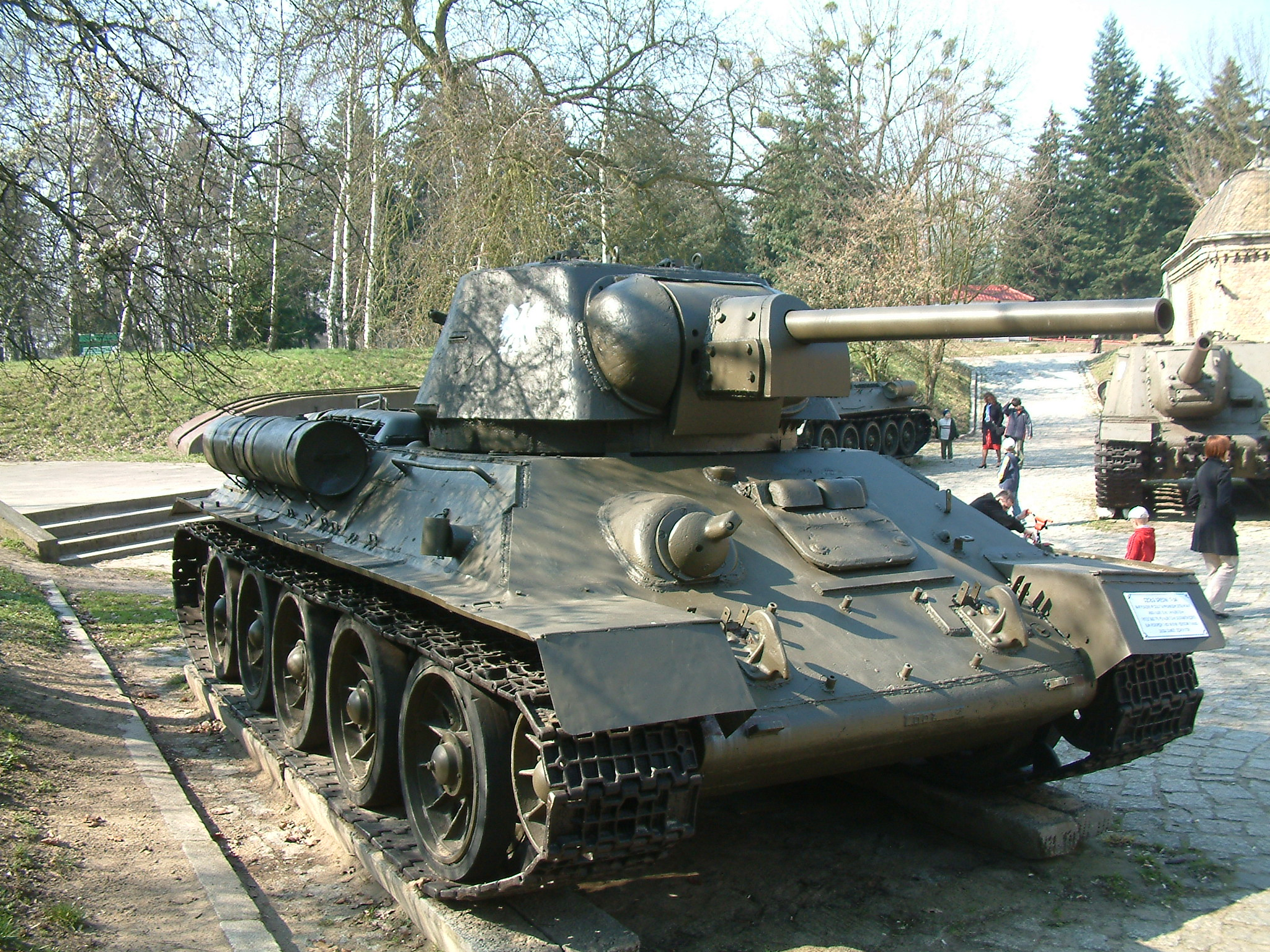
Sovětský tank T-34/76
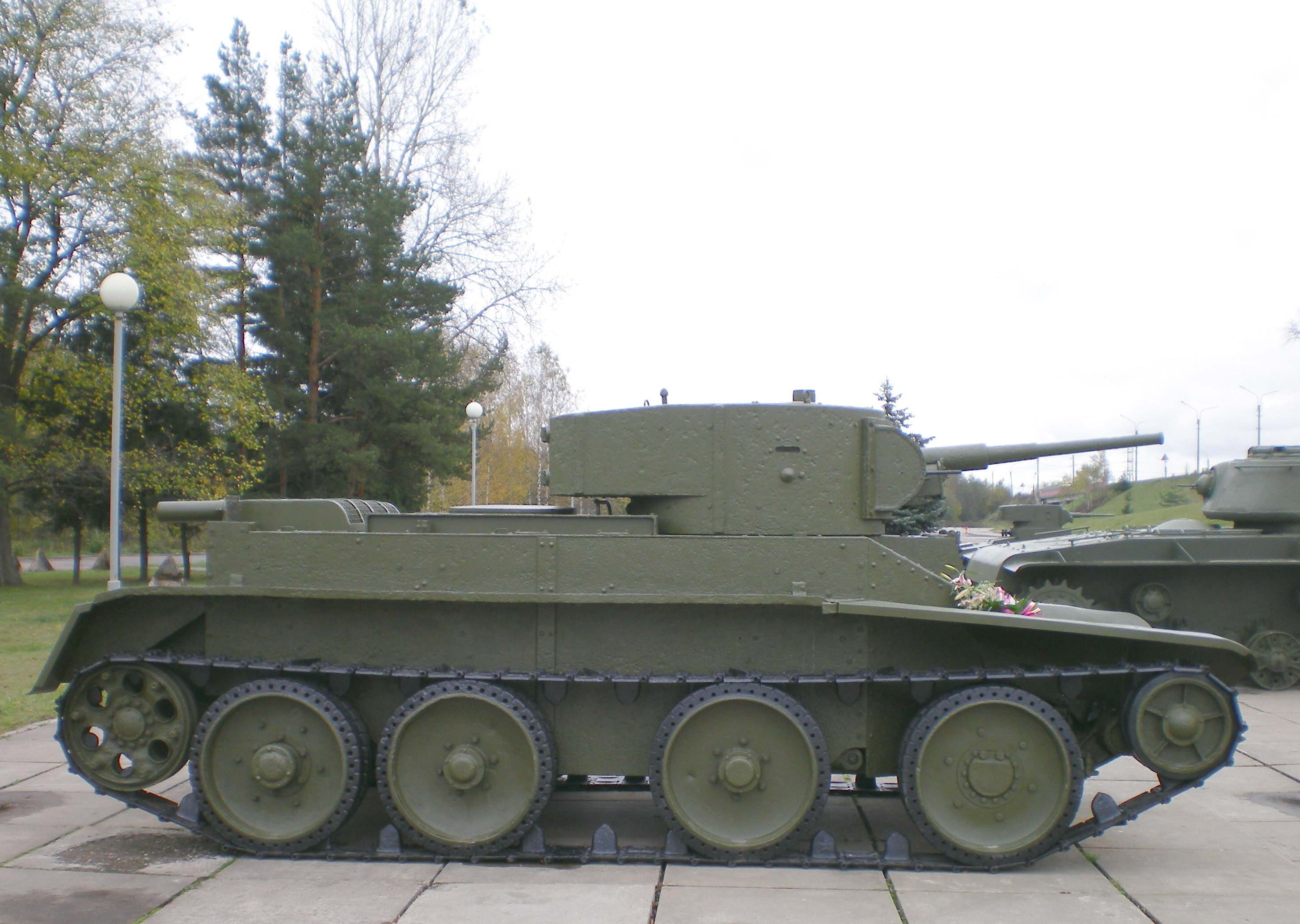
Sovětský rychlý tank BT
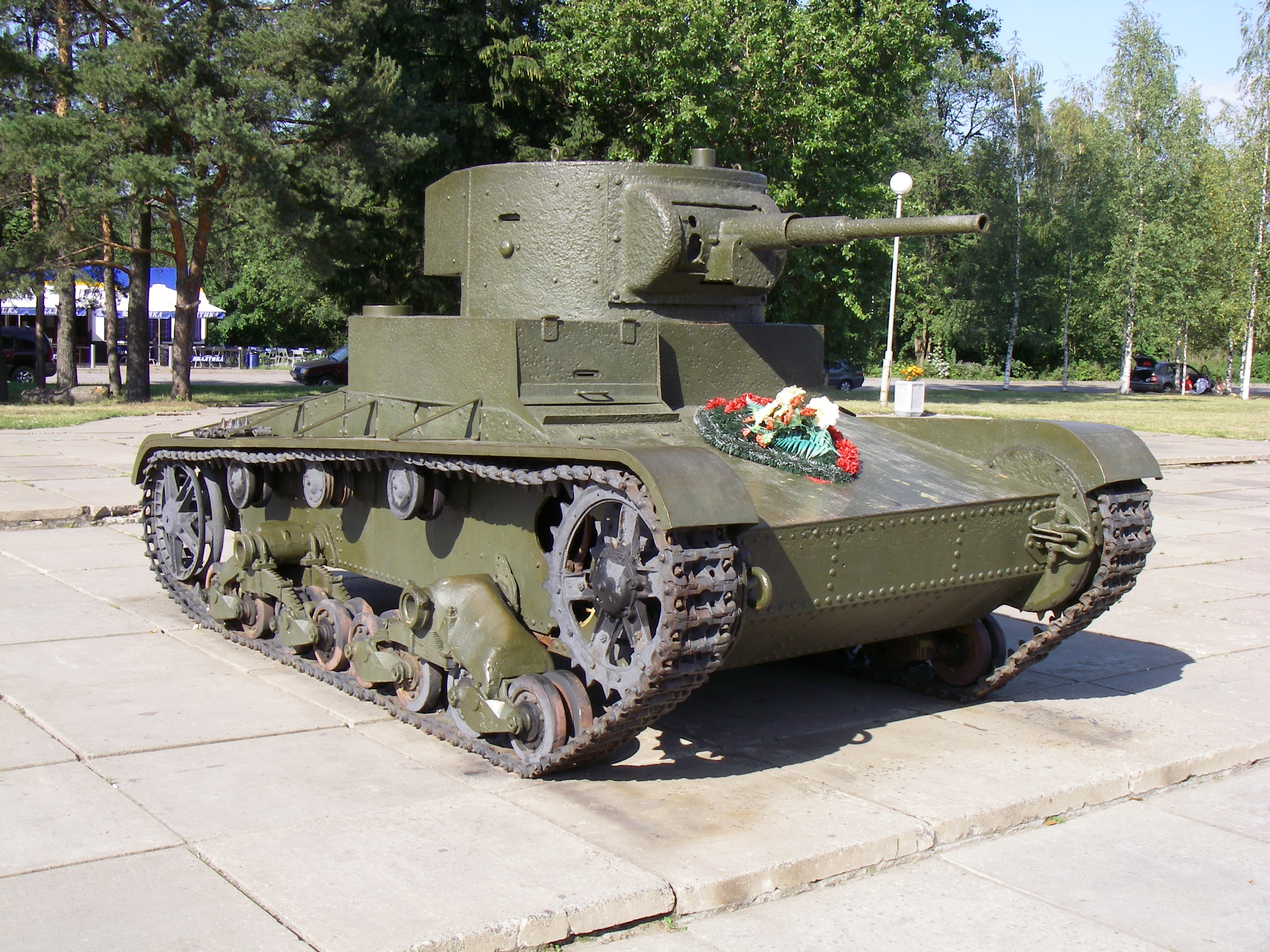
Lehký sovětský tank T-26
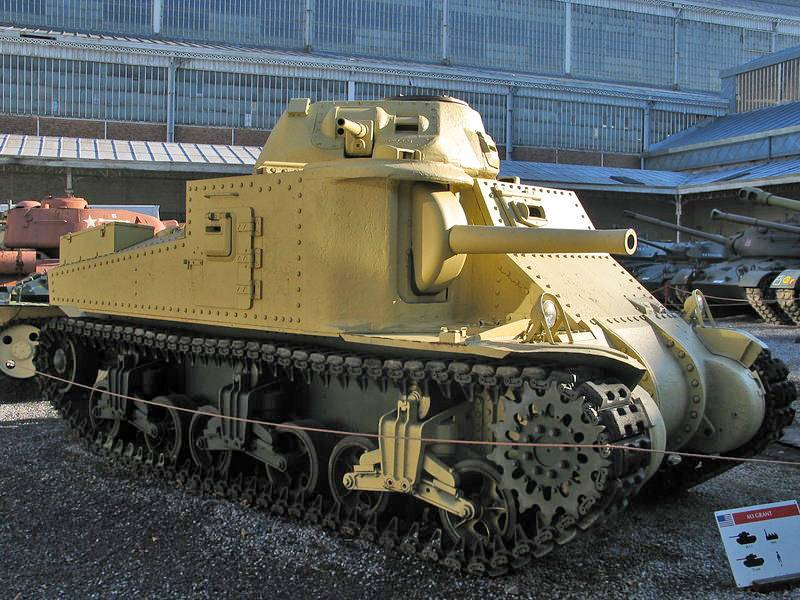
Americký tank M3 Lee (Grant)
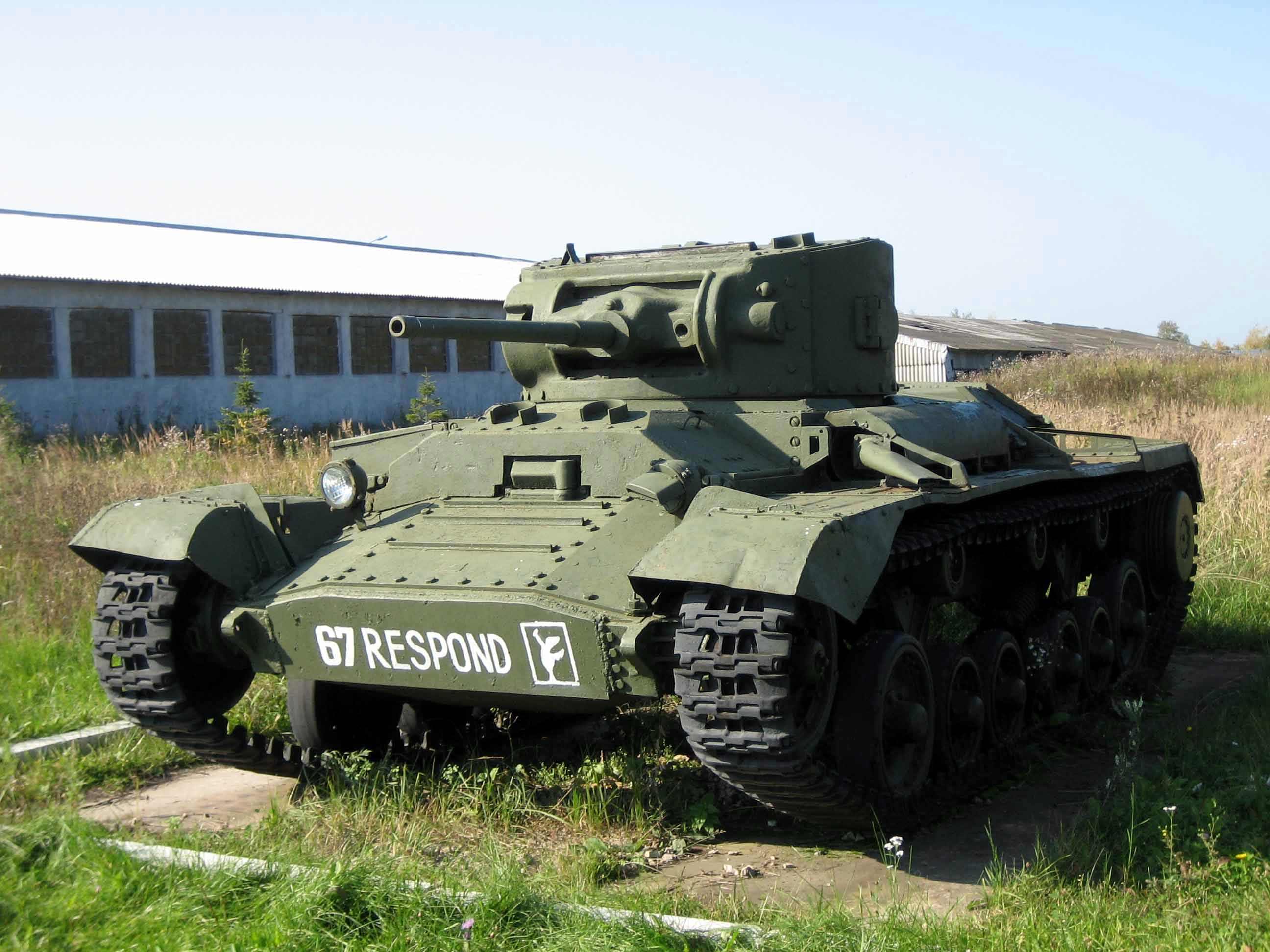
Britský pěchotní tank Valentine Mk III
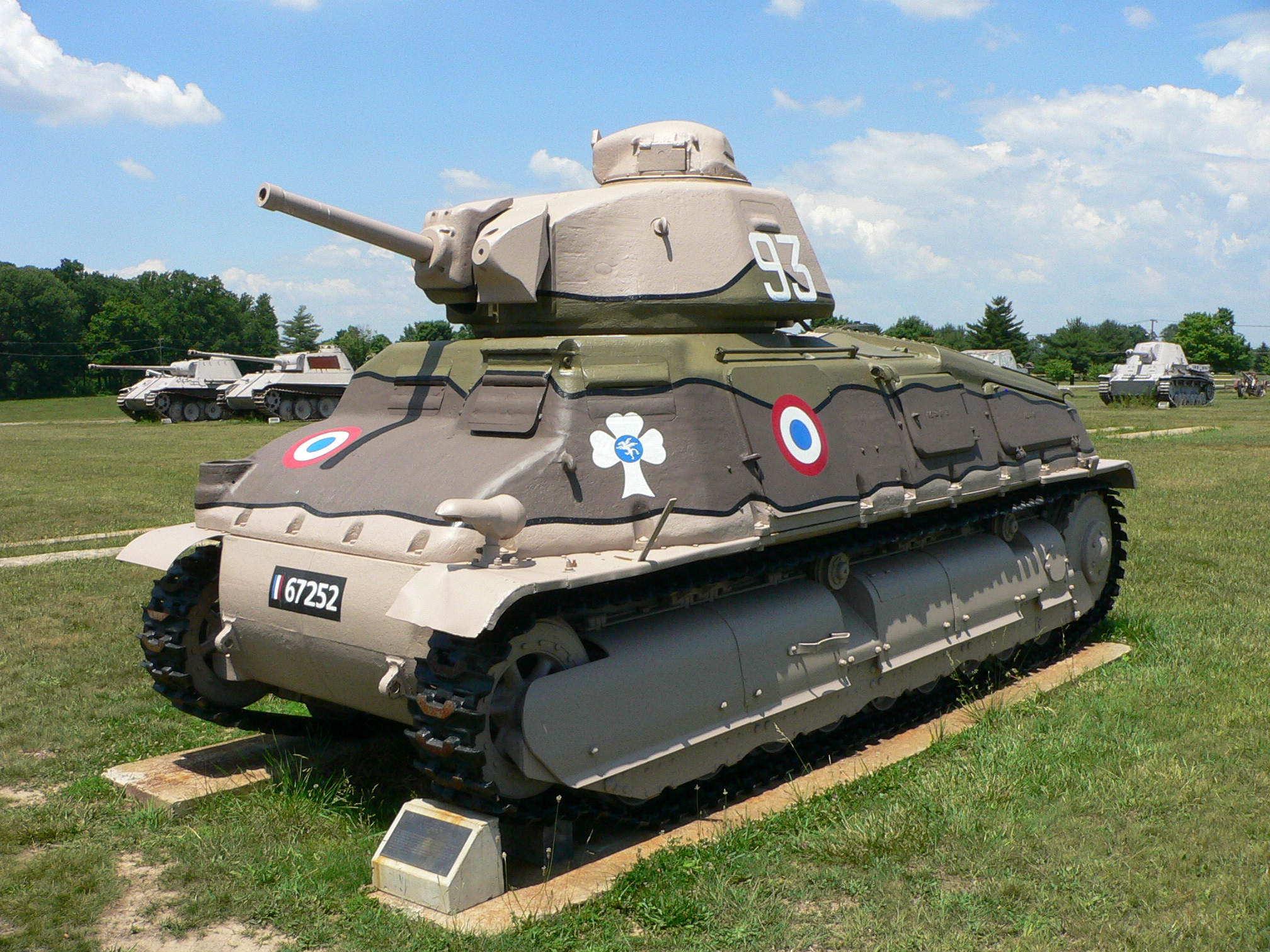
Francouzský tank SOMUA S-35
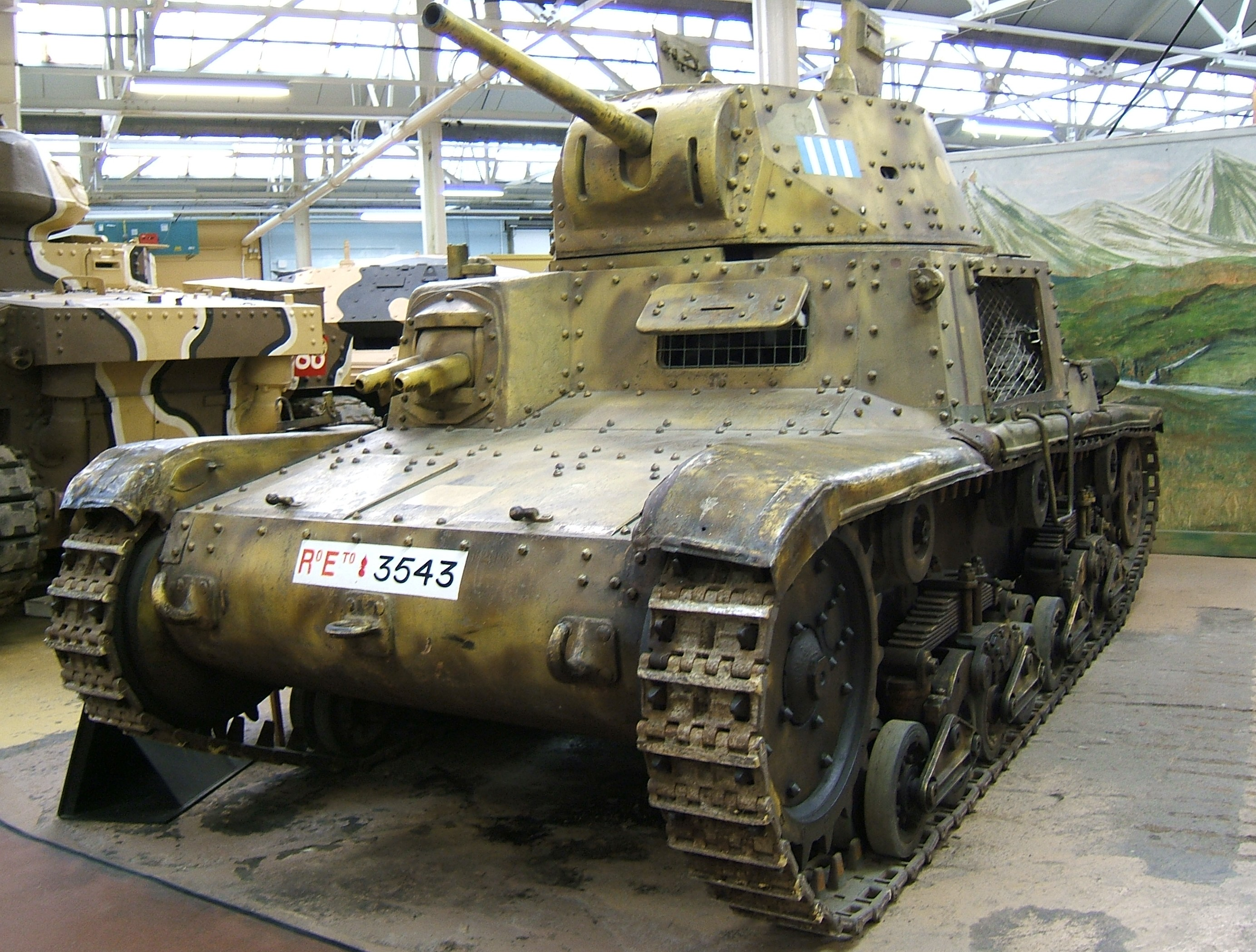
Italský tank M13/40 Muzeum tanků v Bovingtonu
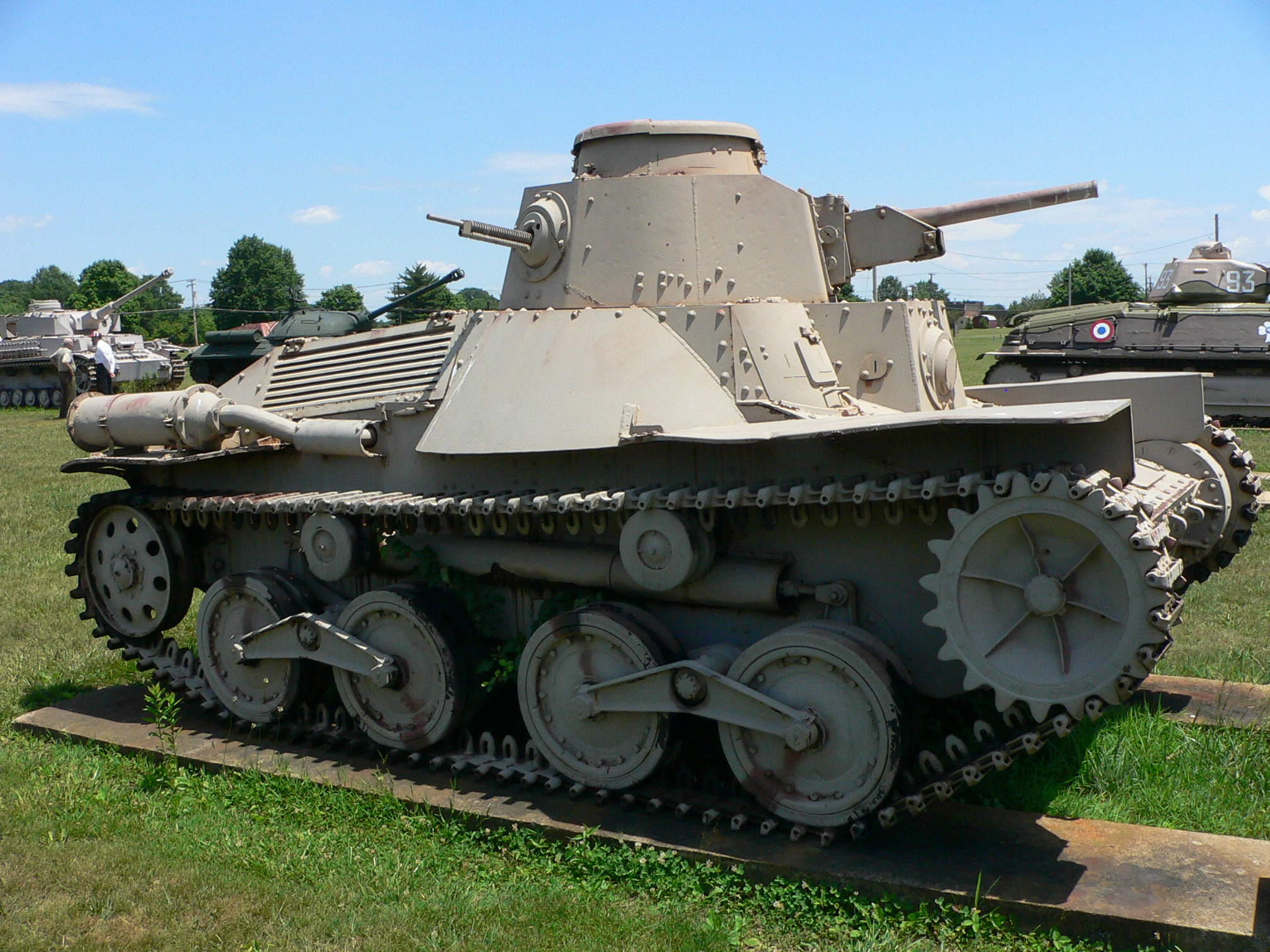
Japonský tank Typ 95 Ha-Go